# Ługi (województwo łódzkie)
Ługi – wieś w Polsce położona w województwie łódzkim, w powiecie zgierskim, w gminie Stryków.
W latach 1975–1998 miejscowość administracyjnie należała do ówczesnego województwa łódzkiego.
W Ługach zlokalizowany jest Shri Guru Janardan Paramahansa Ajapa Yoga Ashram – jedyny aśram adźapajogi w Europie. Nieruchomość w Ługach została udostępniona na cele adźapajogi już w styczniu 2001 roku a oficjalne uroczyste przekazanie z udziałem Guru Prasad Paramahansa miało miejsce 19 września 2009 roku. W aśramie regularnie odbywają się spotkania adeptów adźapajogi, sześć razy w roku w sposób uroczysty obchodzone są tam święta adźapajogi. Aśram odwiedzają adepci z całej Europy.
W końcu lat 80. XX w. osiedlili się w tej wsi twórcy i liderzy zespołu Trzeci Oddech Kaczuchy – Andrzej Janeczko i Maja Piwońska. W 2011 r. Andrzej Janeczko został wybrany sołtysem sołectwa w tej wsi.
Mieszka tutaj również Sławomir Kowalewski – basista zespołu Trubadurzy.